# 닐스 가데
닐스 빌헬름 가데(Niels Wilhelm Gade, 1817년 2월 22일~1890년 12월 21일)는 덴마크의 작곡가이자 지휘자, 바이올리니스트, 오르가니스트이다. 자기 나라에서는 게제로 불린다. 덴마크 국민음악의 최초의 대음악가로 인접국 노르웨이의 그리그 등에도 정신적인 영향을 준 사람이나, 그의 작풍은 반드시 민족주의적은 아니며 도리어 그가 사숙하던 멘델스존에 가까운 조기(早期) 낭만적 음악이다. 코펜하겐의 악기 제조업자의 아들로 태어나 A. P. 베르그렌에게 작곡을 배워 24세 때 멘델스존의 서곡 <핑갈의 동굴>의 덴마크판이라고 할 서곡 <오시안의 여운>으로 새로 창설된 코펜하겐 음악협회의 상금을 획득하여 독일과 이탈리아에 유학하였다. 그 후 제1교향곡으로 국가의 장학금을 탔고, 라이프치히에 유학하였으며 거기서 멘델스존과 알게 되어 라이프치히 음악원의 교수와 게반트하우스 관현악단의 지휘자로 있었으며 1847년에 멘델스존이 죽은 뒤 약 1년 동안 그의 후임으로 게반트하우스의 연주회에 관한 전권을 위임맡았다. 1848년, 전쟁 때문에 귀국하여 1850년에 코펜하겐 음악협회의 지휘자에 취임하는 등 여러 가지 요직을 겸하면서 연주활동과 창작을 같이하였다. 연주가로서는 바흐의 <마태 수난곡>, 베토벤의 제9교향곡의 덴마크 초연을 비롯하여 베를리오즈, 바그너, 리스트, 브람스 등의 명곡을 차례로 소개하였지만, 작곡가로서도 8번까지 있는 교향곡, 다수의 칸타타와 오라토리오, 피아노곡, 실내악곡 등을 많이 남겼다.

## 관련 논문
- 신민숙, 〈고급 레퍼토리 계발을 위한 닐스 가데의 <피아노 소나타 op.28> 분석 연구 –제1악장을 중심으로-〉, 《음악교육공학》 36, 한국음악교육공학회, 2018년